# Oxyopes kamalae
Oxyopes kamalae är en spindelart som beskrevs av Gajbe 1999. Oxyopes kamalae ingår i släktet Oxyopes och familjen lospindlar. Inga underarter finns listade i Catalogue of Life.